# Michel Rochefort
Pour les articles homonymes, voir Rochefort.
Michel Rochefort, né le 1er janvier 1927 à Joux-la-Ville (Yonne) et mort à Paris le 7 janvier 2015, est un géographe et un urbaniste français.

## Biographie
Il était professeur à l’Université de Paris I et Président du conseil d’administration de l’Institut français d'urbanisme.
Il a marqué la géographie, et plus particulièrement la géographie urbaine française, au renouveau de laquelle il a contribué.
Intellectuel engagé, il a porté son attention sur les inégalités socio-spatiales et les problèmes de développement et n’a cessé d’élargir son champ d’investigation, multipliant les va-et-vient entre la France, le Tiers-Monde, et le Brésil notamment.

## Publications
- L'organisation urbaine de l'Alsace, Les Belles Lettres, Paris, 1960.
- « Les notions de réseau urbain et d'armature urbaine », Geographia polonica, 12, 1960, p 19.
- (avec C. Bidault et M. Petit) Aménager le territoire, Paris, Le Seuil, 1969.
- Deux siècles d'aménagement du territoire, Paris, 1989.
- (avec F. Ascher et al.) Le territoires du futur, Paris, Éditions de l'Aube, 1993.